# هينوك أبراهامسون
هينوك أبراهامسون (بالسويدية: Henock Abrahamsson)‏ (مواليد 29 أكتوبر 1909) هو لاعب كرة قدم. يلعب مع منتخب السويد لكرة القدم. سبق له أن لعب في كأس العالم لكرة القدم مع منتخب بلاده.

## روابط خارجية
- هينوك أبراهامسون على موقع الاتحاد الدولي (مؤرشف)  (الإنجليزية)
- هينوك أبراهامسون على موقع اتحاد السويد (السويدية)
- هينوك أبراهامسون على موقع قاعدة بيانات كرة القدم.إي يو (الإنجليزية)
- هينوك أبراهامسون على موقع ناشيونال فوتبول تيمز (الإنجليزية)
- هينوك أبراهامسون على موقع Soccerway.com (الإنجليزية)
- هينوك أبراهامسون على موقع عالم كرة القدم.نت (الإنجليزية)